# Sistema de Raunkiær

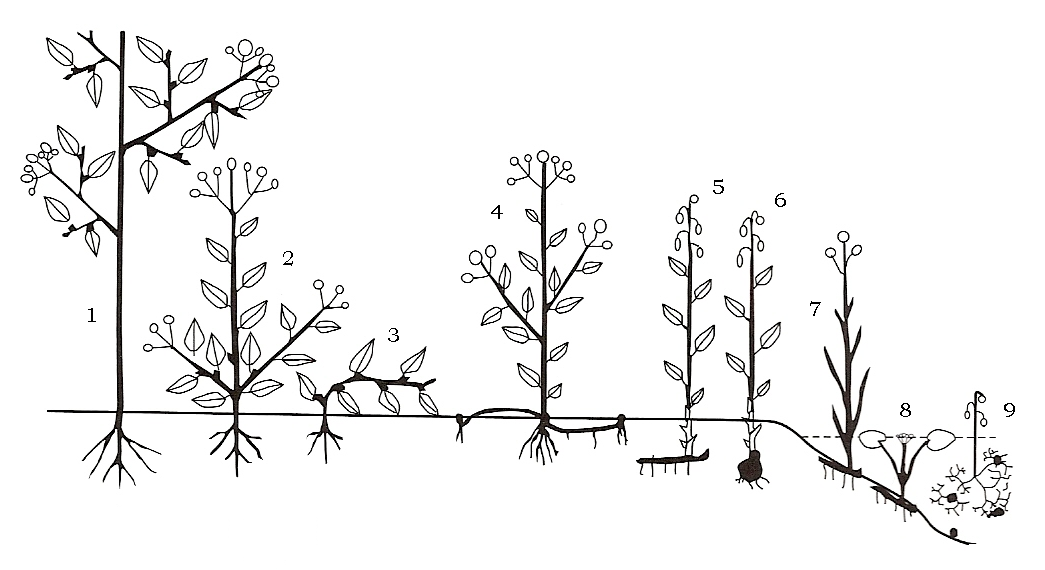
Formas biológicas de las plantas según el sistema de Raunkiær (fig.7):
1. Fanerófito.
2-3. Caméfito.
4. Hemicriptófito.
5-9. Criptófito.
- 5-6. Geófito.
- 7. Helófito.
- 8-9. Hidrófito.
(anual o terófito no se muestra.) "Las partes de la planta que mueren en la estación desfavorable están sin sombrear, en negro los ejes persistentes con las yemas sobrevivientes. Desde las fanerofitas a la izquierda y moviéndose más y más hacia la derecha, se ve cómo las plantas gozan de protección cada vez mejor durante la estación desfavorable, las yemas sobrevivientes encontrándose en partes cada vez más bajas del vástago. En las caméfitas las yemas están en la superficie del suelo (2 y 3), en las hemicriptófitas están en la superficie del suelo (4), y finalmente en las genuinas criptófitas (5 y 6) las yemas están literalmente en el suelo, o en el fondo del agua en las helófitas (7)".

El sistema de Raunkiær es una categorización de las formas de desarrollo o formas biológicas (biological types) de las plantas, creado por el botánico danés, Christen Raunkiær (1860-1938) (Raunkiær 1934). Las subdivisiones del sistema se basan en las adaptaciones de las plantas a la supervivencia durante la estación desfavorable, principalmente si lo hacen como semilla o, si como plantas adultas, si pierden las partes verdes y la ubicación y el tipo y grado de protección de las yemas durante la estación desfavorable. La clasificación fue realizada con el objetivo de crear regiones geográficas dentro de las cuales las condiciones para la vida de las plantas fueran más similares que en relación con localidades en otras regiones (regiones equicondicionales) que fueran utilizadas como base de una Geografía de plantas o fitogeografía. El concepto era que los factores ambientales presentes en las regiones geográficas —principalmente temperatura, agua, y su distribución a lo largo del año— encuentran una expresión marcada en la estructura interna y externa de las plantas, que de hecho se pueden utilizar como "testers" de su ambiente. El autor presupone que las plantas se originaron en un clima más cálido y húmedo que los que se encuentran en la época actual y los climas o estaciones del año más fríos o secos son "desfavorables" o menos favorables desde el punto de vista de las plantas, y las adaptaciones a ellos adaptaciones más modernas que el plan corporal primitivo, y que la estructura de las plantas no necesariamente refleja la distribución en la que las condiciones ambientales les son más favorables, sino su distribución en relación con si pueden competir con otras plantas presentes en la actualidad. No tiene en consideración que en el momento en que se originaron las plantas no poseían una variabilidad como para que se estratificaran sus regiones geográficas. 
Las subdivisiones (Raunkiaer 1903, republicado en Raunkiaer 1934):
- I. Fanerófitas. Las yemas sobrevivientes se encuentran en tallos geotrópicamente negativos que se proyectan en el aire.
  - 1. Fanerófitas siempreverdes que no cubren sus yemas.
  - 2. Fanerófitas siempreverdes que cubren sus yemas.
  - 3. Fanerófitas deciduas que cubren sus yemas.
  - 4. Nanofanerófitas.
- II. Caméfitas. Las yemas sobrevivientes se encuentran en tallos muy cercanos al suelo.
  - 5. Caméfitas sufruticosas. Los tallos aéreos son erectos y geotrópicamente negativos, al principio de la estación desfavorable mueren y se mantiene la porción, de largo variable, que porta las yemas sobrevivientes.
  - 6. Caméfitas pasivas. Los tallos son persistentes y geotrópicamente negativos, pero no poseen la suficiente cantidad de tejido de sostén como para mantenerse erectos. Son por lo tanto procumbentes.
  - 7. Caméfitas activas. Los tallos son persistentes y transversalmente geotrópicos en relación con la luz? (and transversely geotropic in light), y por esta razón son procumbentes.
  - 8. Plantas en cojín (cushion plants).
- III. Hemicriptófitas. Las yemas sobrevivientes se encuentran en la superficie del suelo.
  - 9. Protohemicriptofitas. Desde la base hacia arriba los tallos aéreos poseen entrenudos elongados y portan hojas fotosintéticas, las hojas de la parte más baja están menos desarrolladas que las demás.
  - 10. Plantas parcialmente en roseta. Los entrenudos cerca de la base del tallo son cortos y es en esta región en donde la mayor parte y las hojas más grandes del follaje son originadas. Hacia arriba los entrenudos se alargan, las hojas son menos, y se originan las flores.
  - 11. Plantas en roseta (rosette plants). Los tallos están contraídos en la base, donde todo el follaje de hojas se origina. El tallo aéreo elongado porta sólo flores.
- IV. Criptófitas. Las yemas sobrevivientes están enterradas debajo del suelo y a una distancia de la superficie que varía entre las especies.
  - 12. Geocriptofitas o geófitas.
    - a. Geófitas de rizoma.
    - b. Geófitas de bulbo.
    - c. Geófitas de tubérculo proveniente del tallo. (stem tuber geophytes)
    - d. Geófitas de raíz tuberosa. (root tuber geophytes)

  - 13. Helófitas, anteriormente llamadas Limnocriptofitas o limnófitas (marsh plants).
  - 14. Hidrocriptofitas o hidrófitas.
- V. Anuales o Terófitas. Plantas de verano o de la estación favorable.

Raunkiaer (1934:II), fragmentos:
p.5: "Los requerimientos para la vida de las plantas son todos de la misma importancia, ya que ninguno puede ser dejado de lado, pero cuando esos requerimientos son utilizados para la fundación de una división de la Tierra en regiones equicondicionales, se encuentran muy lejos de tener todos los requerimientos la misma importancia. Algunos, como la cantidad de oxígeno y dióxido de carbono en el aire, difieren tan poco entre localidades que no tienen ninguna significación a la hora de modelar las formas de vida, por lo que no pueden ser utilizados como caracteres para delimitar regiones equicondicionales. Otros, por ejemplo la naturaleza química y física del suelo, o las relaciones entre plantas y animales, y entre las plantas mismas, varían tanto aún en los distritos más pequeños que no pueden ser utilizados para delimitar grandes regiones equicondicionales, pero por otro lado pueden ser útiles en el análisis detallado de la vegetación dentro de estas regiones".
p.6: "Los factores más importantes que determinan el ambiente que todavía deben ser mencionados son la humedad (moisture), el agua (aquí más específicamente definida como la precipitación) y la temperatura. La temperatura regula la transpiración vegetal, por lo que altera la significación de la cantidad de agua presente. La relación entre temperatura y humedad es el factor que hace la impresión más grande en la vegetación en la época actual. "Heat quâ heat" ciertamente juega un rol muy importante en la distribución de las plantas. Cada especie demanda su propio grado de calor (heat), y consecuentemente ocupa cada una una posición geográfica correspondiente. Las megatérmicas o megatermas (nota. "Éste y los términos que siguen son aquí utilizados para significar sólo las diferentes demandas de calor (heat) de las plantas. A. de Candolle, quien primero las utilizara, incluía, aunque al fin y al cabo parcialmente, demandas de humedad (moisture) también".) demandan mucho calor, y sólo crecerán donde la temperatura es relativamente alta a lo largo del año; son consecuentemente encontradas sólo en los trópicos. Las mesotérmicas o mesotermas pueden sobrellevar una temperatura considerablemente más baja durante un período del año más largo o más corto, pueden crecer en regiones tropicales y subtropicales, pero es sólo en las regiones subtropicales donde pueden conquistar a los competidores que demandan un grado diferente de calor. Las microtérmicas o microtermas son plantas de las regiones templadas. Demandan una temperatura todavía más baja, no necesitan una temperatura tan alta en verano, y sobrellevan una temperatura mucho más baja en el invierno. De esto no necesariamente se deduce, sin embargo, que las plantas mencionadas se desarrollan mejor bajo las condiciones físicas y químicas disponibles. Lo que quiere significarse es que bajo estas condiciones éstas pueden prevalecer contra los competidores que demandan un diferente grado de calor. Un cuarto grupo, las hecistotérmicas o hecistotermas (hecistotherms), comprenden las plantas que pertenecen a las regiones frías (cold). Poseen la demanda de calor más baja de todas las plantas, crecerán donde el verano es corto, y son capaces de sobrellevar un invierno largo y muy frío. A pesar del hecho de que heat quâ heat tiene una importancia tan grande en determinar la distribución de las plantas, todavía es imposible utilizar el calor como base para delimitar regiones equicondicionales y caracterizar estas regiones según la vida de sus plantas (their plant life)".
p.7: "De todos los factores necesarios para la vida de las plantas el agua es la que en expansiones muy vastas de la superficie de la Tierra más cercanamente se acerca al estatus de un factor limitativo. Esto es cierto aún en las regiones en las que el agua parece existir en cantidad suficiente, como sucede en extensos tramos de las regiones más frías del planeta, donde en algunos momentos del año la temperatura es tan baja que las plantas no pueden absorber el agua; de hecho pueden morir por falta de agua disponible estando ellas sobre suelo saturado de agua, pereciendo en lo que Schimper llama "sequía fisiológica", que tiene el mismo efecto en las plantas que el que la sequía física tiene en las regiones más cálidas y secas".
p.8: "Pero esta afirmación necesita ser aclarada. El punto importante es que los ambientes no sólo difieren en el espacio, sino también en el tiempo. Las condiciones difieren no sólo de localidad en localidad, sino que en la misma localidad difieren mes a mes. Las estaciones imponen diferentes condiciones. Fuera de los trópicos, donde el clima es siempre cálido y húmedo y por lo tanto bastante uniforme y favorable durante todo el año, todas las demás regiones tienen al menos dos estaciones, una favorable y una desfavorable, o más correctamente una más favorable y una menos favorable. Aquellos caracteres estructurales que permiten a las plantas armonizar las demandas de sus órganos vegetativos con su ambiente son en conjunto los caracteres que hacen la impresión más obvia en la vegetación. De la naturaleza del caso, sin embargo, la diferencia entre las estaciones favorables de dos regiones debe ser mucha menos que la diferencia entre sus estaciones desfavorables. Esto vuelve excesivamente probable que aquellas diferencias estructurales que permiten a las plantas sobrevivir estaciones desfavorables son más grandes que las que armonizan las mismas plantas con las estaciones favorables. Si queremos entonces utilizar la vegetación como prueba del clima de las plantas (plant climate), para delimitar las regiones equicondicionales por medio de la vegetación de esas regiones, debemos, pienso, hacerlo mediante la observación de las peculiaridades estructurales que permiten a las plantas sobrevivir las estaciones desfavorables".
p.9: "Como el agua en relación con la temperatura posee la significancia más grande en definir áreas equicondicionales, y como estos dos factores aumentan y disminuyen a lo largo del año, se vuelve de gran interés hacer ilustraciones diagramáticas claras, como las mostradas en las figuras 1-6 [son curvas de temperatura y precipitación, y si nieva también marcado, en cada mes del año para diferentes localidades del planeta] de la relación entre estos factores en regiones dadas a lo largo del año." p.10: "Entonces cada región equicondicional muestra una figura característica que aquí designaré como figura de hidrotermas, en la que se exhiben las propiedades ambientales más importantes del distrito".

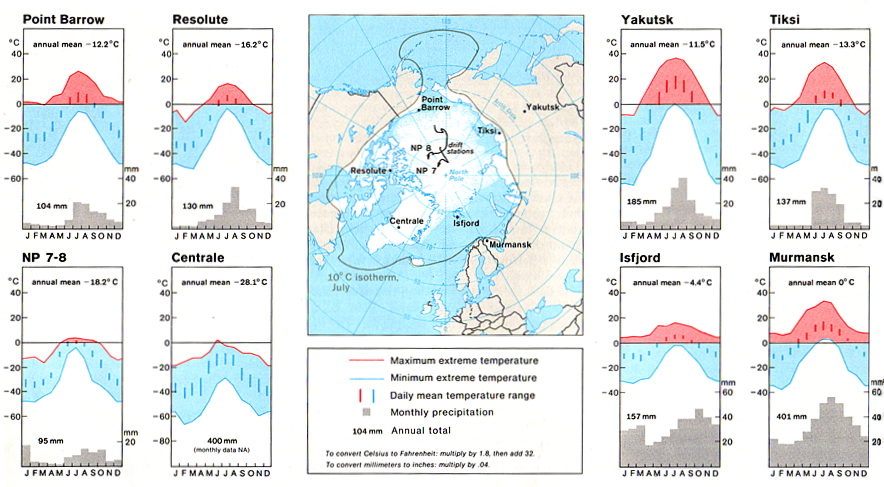
Raunkiaer relacionó las formas de vida de las plantas con los dos factores ambientales más importantes en definir su estructura a una escala espacial que permitiera dividir el globo en regiones: la temperatura y las precipitaciones, cuyos gráficos a lo largo del año en cada localidad él llamó hidrotermas. Aquí unos algo más complejos que en la publicación original. En la publicación original menciona su combinación en relación a la transpiración de las plantas,[1] que hoy se dibujaría como gráficos de evapotranspiración.

p.16-19: "En un clima constantemente cálido y húmedo las plantas pueden avanzar desarrollando nuevos vástagos, no hay nada en el ambiente que interrumpa el crecimiento continuo del individuo. En este clima entonces encontramos principalmente plantas cuyos vástagos se proyectan en el aire, continúan su forma de vida de año a año a la manera de árboles y arbustos. Usaré el nombre fanerófita (figura 7.1) para designar las plantas cuyos tallos, que portan las yemas que formarán nuevas ramas, se proyectan libremente en el aire. Si examinamos las fanerofitas más cercanamente podemos dividirlas en subtipos de acuerdo con si sus yemas están más o menos protegidas. Podemos diferenciar, por ejemplo, las fanerofitas siempreverdes (evergreen) sin cobertura de sus yemas, las fanerofitas siempreverdes con cobertura de sus yemas, y las fanerofitas deciduas con cobertura de sus yemas. El tamaño de las plantas tiene un porte muy definido en relación con la humedad, así que podemos dividir las fanerofitas en mega-fanerofitas, meso-fanerofitas, micro-fanerofitas, y nano-fanerofitas.
Las fanerofitas, especialmente las menos protegidas de ellas, son las plantas de aquellas porciones de la Tierra que son las más favorecidas climáticamente. En las regiones tropicales que están constantemente cálidas y constantemente húmedas forman el grueso de las especies, pero a medida que dejamos los trópicos y llegamos a climas menos y menos favorables, a climas con una estación seca larga y cálida, o climas con un invierno severo, encontramos que las fanerofitas decrecen en proporción al resto de las formas de vida. En estas localidades menos favorecidas encontramos sólo los tipos mejor protegidos de fanerofitas, especialmente aquellos que en la estación desfavorable pierden sus hojas y cuyas yemas apicales están protegidas por escamas. Gradualmente, a medida que nos acercamos al límite en el cual las fanerofitas no pueden vivir, se vuelven de estatura menor y menor hasta que encontramos sólo pequeños arbustos y árboles enanos. Debido a la poca altura de estas plantas no están tan expuestas a los peligros de la transpiración excesiva como las fanerofitas altas. De hecho, en las regiones en las que la nieve cae en el invierno muchas veces son tan bajas como para que sean protegidas por una cubierta de nieve, entonces formando una transición al segundo tipo principal de formas de vida llamado las caméfitas. Finalmente en el lejano norte, en las regiones más altas de las altas montañas, y en las estepas secas, las fanerofitas desaparecen totalmente.
Las caméfitas, el segundo tipo principal, están caracterizadas por tener las yemas sobrevivientes situadas cerca del suelo. Esta posición puede darse debido a que el vástago entero se mantiene plano en el suelo (fig. 7.3), o porque la porción distal del vástago, que se proyecta en el aire, muere al principio de la estación desfavorable, de forma que sólo la porción más baja del tallo junto con las yemas sobrevivientes se mantienen detrás (fig. 7.2). En las plantas en cojín los vástagos sobrevivientes están empacados tan densamente y son tan cortos que las plantas pueden ser consideradas caméfitas.
El tercer tipo son las hemicriptofitas que tienen las yemas sobrevivientes literalmente en la superficie del suelo, protegidas por el suelo mismo y por las porciones muertas y secas de la planta (fig. 7.4). Los vástagos aéreos, que portan hojas y flores, sobreviven por solo un único período de vegetación, y luego mueren hasta dejar la parte del vástago situada en el suelo y portando las yemas sobrevivientes. La mayor parte de nuestras hierbas bienales y perennes, y de hecho el grueso de las plantas en las partes frías y templadas de la Tierra, pertenecen a esta forma de vida, que puede ser subdividida de acuerdo a si los vástagos están más o menos modificados para la vida en el suelo.
Las criptofitas, como el cuarto tipo es llamado (fig. 7.5-9), se caracterizan por poseer sus yemas completamente enterradas bajo el suelo o bajo el fondo del agua. La profundidad a la que las yemas están enterradas varía en las diferentes especies. Esta forma de vida está mejor protegida contra la desecación que las hemicriptofitas, y está especialmente adaptada a las regiones con un período seco más largo, entonces las estepas son especialmente ricas en criptofitas. Muchas hierbas con tallos subterráneos horizontales (horizontal root-stocks, fig. 7.5) y la mayoría de las plantas bulbosas y tuberosas pertenecen a esta forma de vida (fig. 7.6). En la estación favorable envían ramas portadoras de hojas y flores; en el período seco la planta se pierde de la vista, las yemas están escondidas a una profundidad más o menos grande bajo el suelo.
La cuarta forma de vida mencionada muestra una serie de progresos en la misma dirección. A medida que viajamos lejos de las porciones más favorecidas de la Tierra, que están caracterizadas por las fanerofitas, a climas con menos elementos? (less-element climates), observamos una tendencia a que las yemas sobrevivientes sean portadas, primero cerca de la superficie de la tierra (caméfitas), luego en la superficie del suelo (hemicriptófitas), y finalmente enteramente enterradas bajo el suelo o agua (criptófitas), donde por supuesto están mejor protegidas de la desecación, lo cual es su mayor peligro.
La quinta forma de vida, las terófitas, comprenden plantas que completan su ciclo de vida dentro de una única estación favorable, y se mantienen durmientes en la forma de semilla a lo largo de los períodos desfavorables. Mientras más corto sea el período que estas plantas se toman para completar su ciclo de vida, más desfavorable es el clima en el que ellas están aptas para sobrevivir. Porque estas plantas son capaces de completar su ciclo de vida en un período de tiempo comparativamente corto, muchas veces en el espacio de unas pocas semanas, esta forma de vida es la mejor protegida de todas. Las terófitas desaparecen enteramente durante la estación desfavorable del año, durante la que existen en la forma más protegida de todas, la de la semilla. Abundan particularmente en las porciones desfavorecidas de la Tierra, como en las estepas y desiertos."